# Scheve toren van Ząbkowice Śląskie
De scheve toren van Ząbkowice Śląskie (Pools: Krzywa Wieża w Ząbkowicach Śląskich) is een scheve toren in de silezische stad Ząbkowice Śląskie ( Duits: Frankenstein in Schlesien). De toren staat ook wel bekend als de scheve toren van Frankenstein.(in het Duits, Der Schiefer Turm von Frankenstein).  De Klokkentoren is onderdeel van de Sint-Annakerk. De toren is 34 meter hoog en is hiermee de hoogste scheve toren in het tegenwoordige Polen. De scheve toren staat 2,14 meter uit het lood.
In het tweede weekend van juli wordt jaarlijks een cultureel en educatief feest gevierd, genaamd: De dagen en nachten van de scheve toren (Pools:Dni i Nocy Krzywej Wieży). Bij dit festival zijn er diverse muziekoptredens en is de toren geopend tot 12 uur 's nachts. Normaal is de toren alleen overdag geopend van half tien 's ochtends tot half zes 's avonds.

## Geschiedenis
De kerk werd gebouwd tussen 1413 en 1415, op de fundamenten van een eerder afgebrande houten kerk. Iets verderop lagen de resten van een oude verdedigingstoren, die een van de oudste vestingwerken van de stad was. Het machtige metselwerk maakte het mogelijk om er een nieuwe klokkentoren op te bouwen. Volgens de legende stond de toren al scheef toen hij opgetrokken werd, maar is waarschijnlijk gezonken door de kracht van een aardbeving in de nabij gelegen groeve van Warta. De eerste helling ontstond na de trillingen op 15 september 1590 bij de aardbeving van Neulengbach. In 1592 werd opnieuw verzakking van de toren opgemerkt, waardoor het gewelf in het onderste deel moest worden ontruimd. Op 24 augustus 1598, tien kilometer verderop in Bardo Śląskie (Wartha) in het Duits), was er een enorme aardverschuiving de Wartha-aardverschuiving waarop de toren weer kantelde. In 1858 is er een grote Stadsbrand in Frankenstein geweest, waarbij de toren beschadigd werd. Door een protest tegen afbraak van de toren door de bevolking, tegen de Pruisische overheid werd de toren alsnog gerenoveerd. In 2007 is de buitenkant gerenoveerd en werd de gehele toren nogmaals gerenoveerd tussen september 2018 en april 2019. Sindsdien is de toren weer van binnen te bezichtigen. Verder dient de klokkentoren als uitkijktoren.

## Afbeeldingen

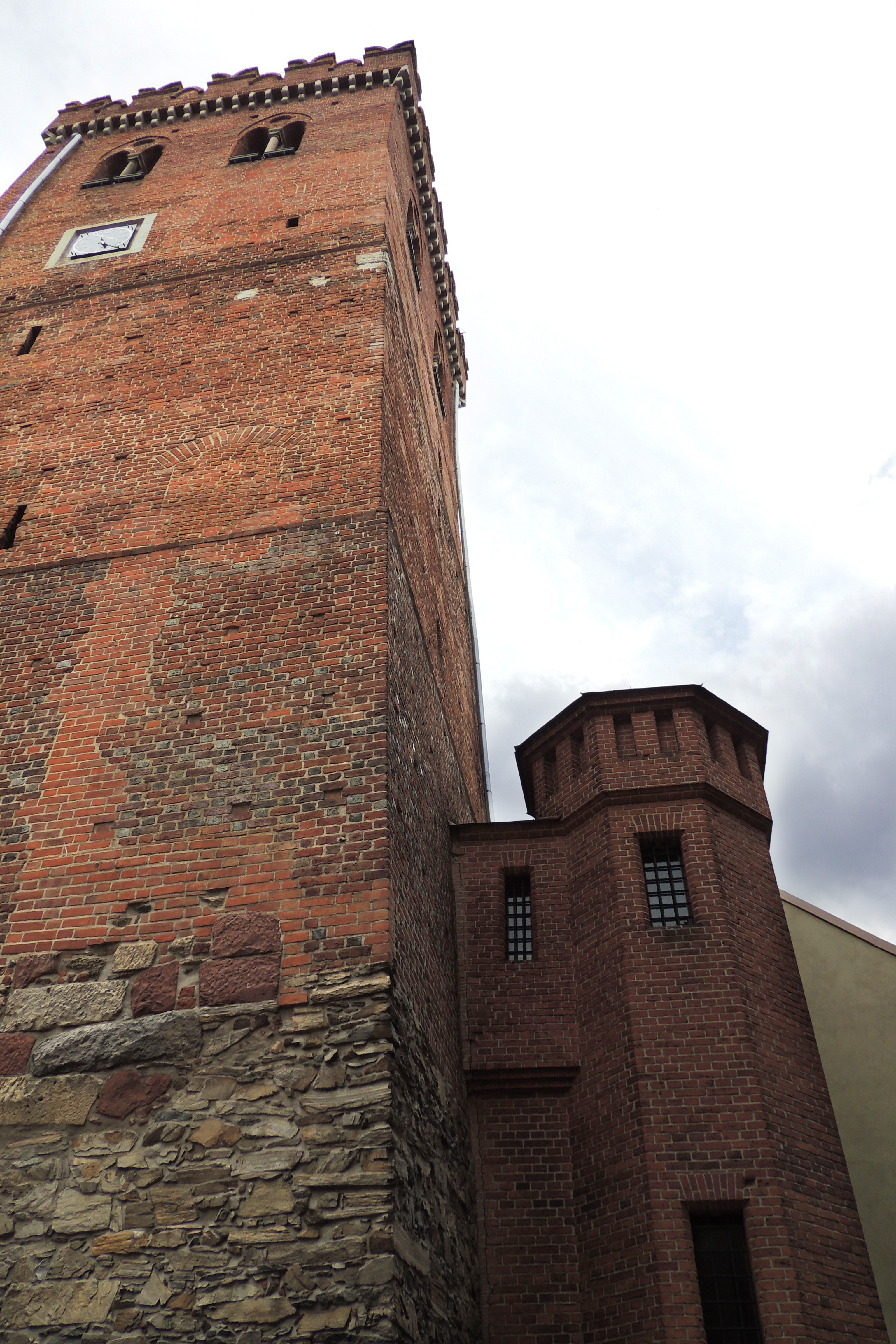
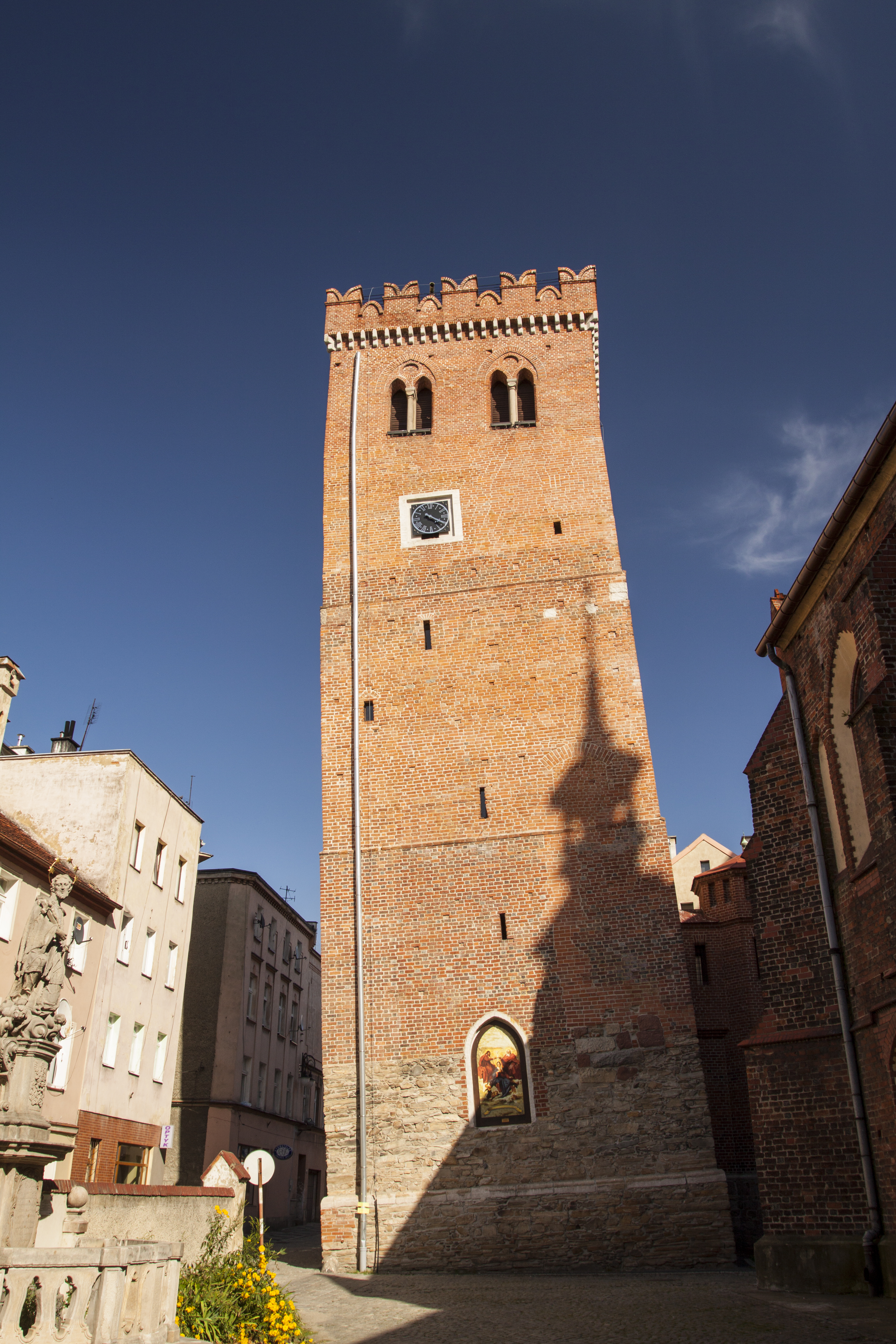
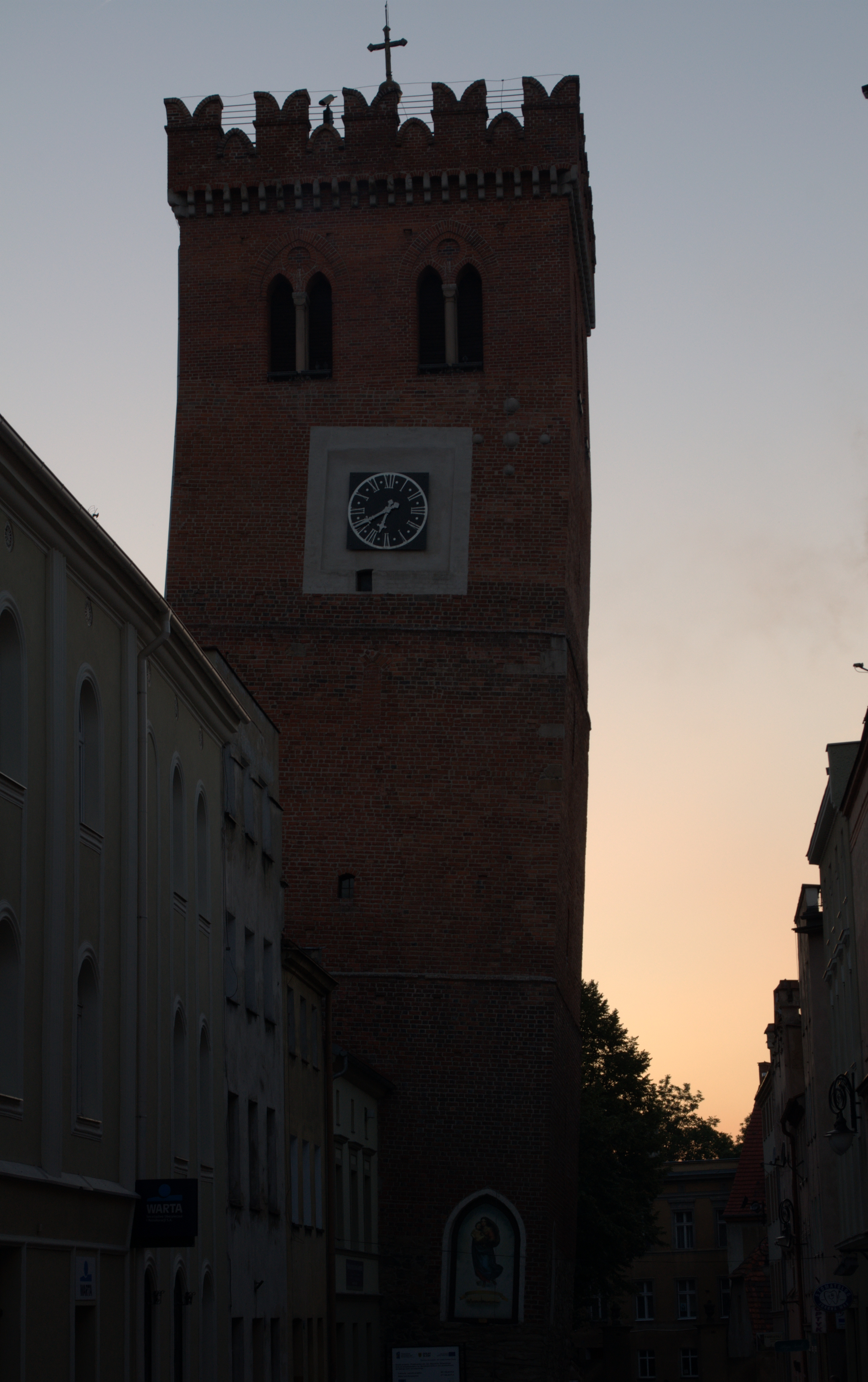
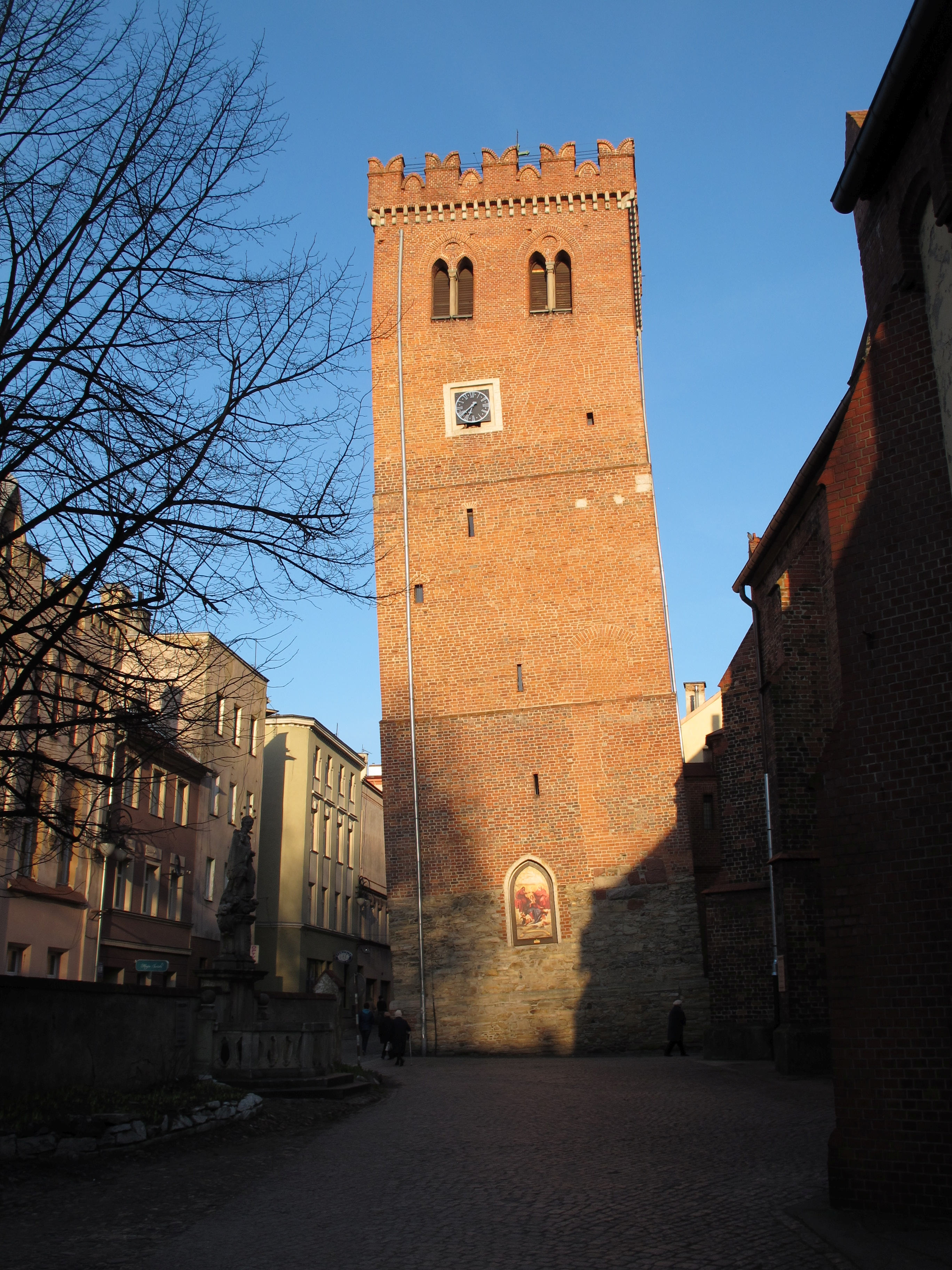